# Međunarodno baletno natjecanje u Varni
Međunarodno baletno natjecanje u Varni najstarije je i najcjenjenije međunarodno baletno natjecanje u svijetu. Utemeljeno je 1964. godine i od tada se svake dvije godine održava u bugarskom gradu Varni na obalama Crnog mora. Osim što je najstarije baletno natjecanje, ujedno je i prvo priznato natjecanje od strane udržuženja svjetskih baletnih plesača.
Najviša nagrada je zlatno odličje. Uz njega, dijele se i srebrno i brončano odličje, posebno priznanje i nagrada za životno djelo.

## Poznati natjecatelji
- 1964. : Ekaterina Maksimova
- 1966. : Mihail Barišnikov (zlatno odličje u juniorskoj konkurenciji)[3]
- 1968. : Rita Poelvoorde (srebrno odličje)
- 1970. : Eva Evdokimova (zlatno odličje), Gigi Caciuleanu
- 1976. : Patrick Dupond
- 1978. : Élisabeth Platel (srebrno odličje) // René de Cárdenas (bnajbolji duet u juniorskoj kategoriji)
- 1980. : Evelyn Hart (zlatno odličje) i David Peregrine (brončano odločke) // Karin Averty (Grand Prix, zlatno odličje u juniorskoj kategoriji)
- 1983. : Sylvie Guillem[4]
- 1984. : Manuel Legris
- 1988. : Virginie Kempf (zlatno odličje)
- 1992. : Aurélie Dupont, José Carlos Martinez
- 1994. : Clairemarie Osta (srebrno odličje), Laetitia Pujol (srebrno odličje)
- 1996. : Rasta Thomas (zlatno odličje u juniorskoj konkurenciji)
- 1998. : Zhu Yan (zlatno odličje) // Chi Cao (zlatno odličje)
- 2002. : Hélène Bouchet (srebrno odličje)
- 2004. : Daniil Simkin, Mathilde Froustey
- 2006. : Aubert Vanderlinden, Ivan Vasiliev
- 2014. : Soo Bin Lee (posebno priznanje)